# Pogonia parvula
Pogonia parvula é uma espécie de orquídea terrestre, de flores vistosas, endêmica dos campos de Guizhou, na China.